# Little Nostalgia
『Little Nostalgia』（リトル・ノスタルジア）は、日本の女性歌手、ちょうちょの3作目の同人ミニ・アルバム。2011年12月29日に発売された。

## 概要
- 前作『crystal note』以来、約4か月半ぶりとなるリリース。また、ちょうちょの最後の同人作品となった。
- ChouChoにとって通算3作目となるミニ・アルバムであり、初となるアコースティック・アルバム。前作に収録されていた楽曲「Beautiful World」のアコースティック・ヴァージョンも収録されている[1]。
- 2011年12月29日〜31日に東京ビッグサイトで開催された「コミックマーケット81」にて頒布後、通販サイト「ThREE!」限定で販売された[2]。

## 収録曲
| #  | タイトル                           | 作詞・作曲            | 編曲           |
| -- | ---------------------------------- | --------------------- | -------------- |
| 1. | 「Breeze」                         | ちょうちょ            | Reoh           |
| 2. | 「Beautiful World」(Acoustic ver.) | Yuichiro Kotani・trig | Reoh           |
| 3. | 「花と星の物語」                   | ちょうちょ            | Reoh           |
| 4. | 「North York」                     | ちょうちょ            | 紅い流星・Reoh |
| 5. | 「Under the Maple Tree」           | ちょうちょ            | Reoh           |

## 参加ミュージシャン・クレジット
| - Guitar：[TEST] - Piano & Arrangement (4,5)：紅い流星 - Mixed & Mastered by Yuichiro Kotani/trig | Art Design by ミハエル Produced by ちょうちょ |